# Badminton Association of Ghana
Die Badminton Association of Ghana ist die oberste nationale administrative Organisation in der Sportart Badminton in Ghana.

## Geschichte
Die Badminton Association of Ghana wurde 1962 gegründet, nach längerer Inaktivität 1974 wieder in Leben gerufen und 1976 Mitglied im Weltverband IBF. Der Verband wurde 1977 Gründungsmitglied im kontinentalen Dachverband Badminton Confederation of Africa, damals noch unter dem Namen African Badminton Confederation firmierend. Der Sitz des Verbandes befindet sich in Accra. Der Verband gehört dem Nationalen Olympischen Komitee an.

## Bedeutende Veranstaltungen, Turniere und Ligen
- Ghana International
- Einzelmeisterschaften

## Bedeutende Persönlichkeiten
- Lt. Col. Kumi (Präsident 1974)
- Akainyah (Präsident 1974 bis 1979)
- F. M. Dickson (Präsident 1980 bis 2001)
- Charles K. Darko (Präsident 2001 bis 2004)
- Paul Kodjokuma (Präsident 2004 bis 2010)
- Nestor Percy Galley (Präsident 2010 bis 2016)
- Yeboah Evans (Präsident seit 2017)